# Колежиу-Милитар/Луш (станция метро)
«Коле́жиу-Милита́р/Луш» (порт. Colégio Militar/Luz) — станция Лиссабонского метрополитена. Находится в западной части города. Расположена на Синей линии (Линии Чайки) между станциями «Карниде» и «Алту-душ-Мойньюш». Открыта 14 октября 1988 года. Название станции состоит из двух частей, разделённых косой чертой. Первая честь переводится с португальского как «Военный колледж», в связи с расположением вблизи с одноимённым колледжем. Вторая часть названия переводится как «Свет», благодаря близости к Эштадиу да Луш (порт. Estádio da Luz — Стадион Света). С момента открытия и до 14 октября 1997 года была конечной станцией Синей линии. Расположена в районе Сан-Домингуш-де-Бенфика.

## Описание
Станция является одним из лучших примеров использования португальских изразцов азулежу. Главный художник станции, Мануэл Каргалейру, выбрал главной темой оформления т.н. «голубые коридоры». Голубой цвет в Португалии зачастую используется в оформлении больниц, школ, судов, вокзалов и прочих общественных зданий. Также Каргалейру создал в вестибюле две картины из керамических плиток, которую назвал «Голубые пейзажи».
В 1997 возле станции был открыт торговый центр «Colombo», крупнейший как в Португалии, как и на всём Пиренейском полуострове. В 2003 году также вблизи станции был открыт стадион «да Луш». Таким образом, станция метро играет важную роль для транспортного обеспечения этих объектов.

## Галерея

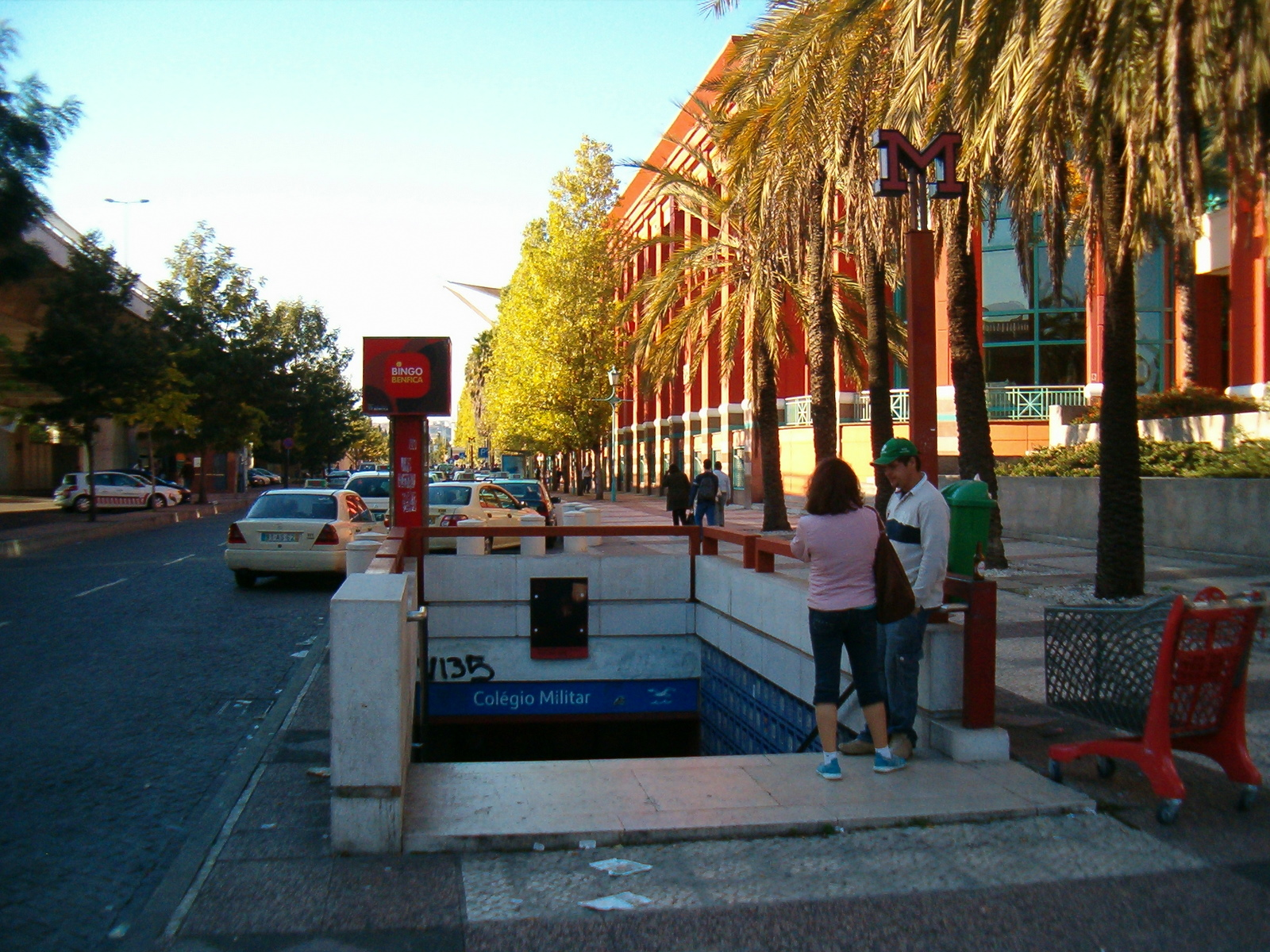
Вход на станцию
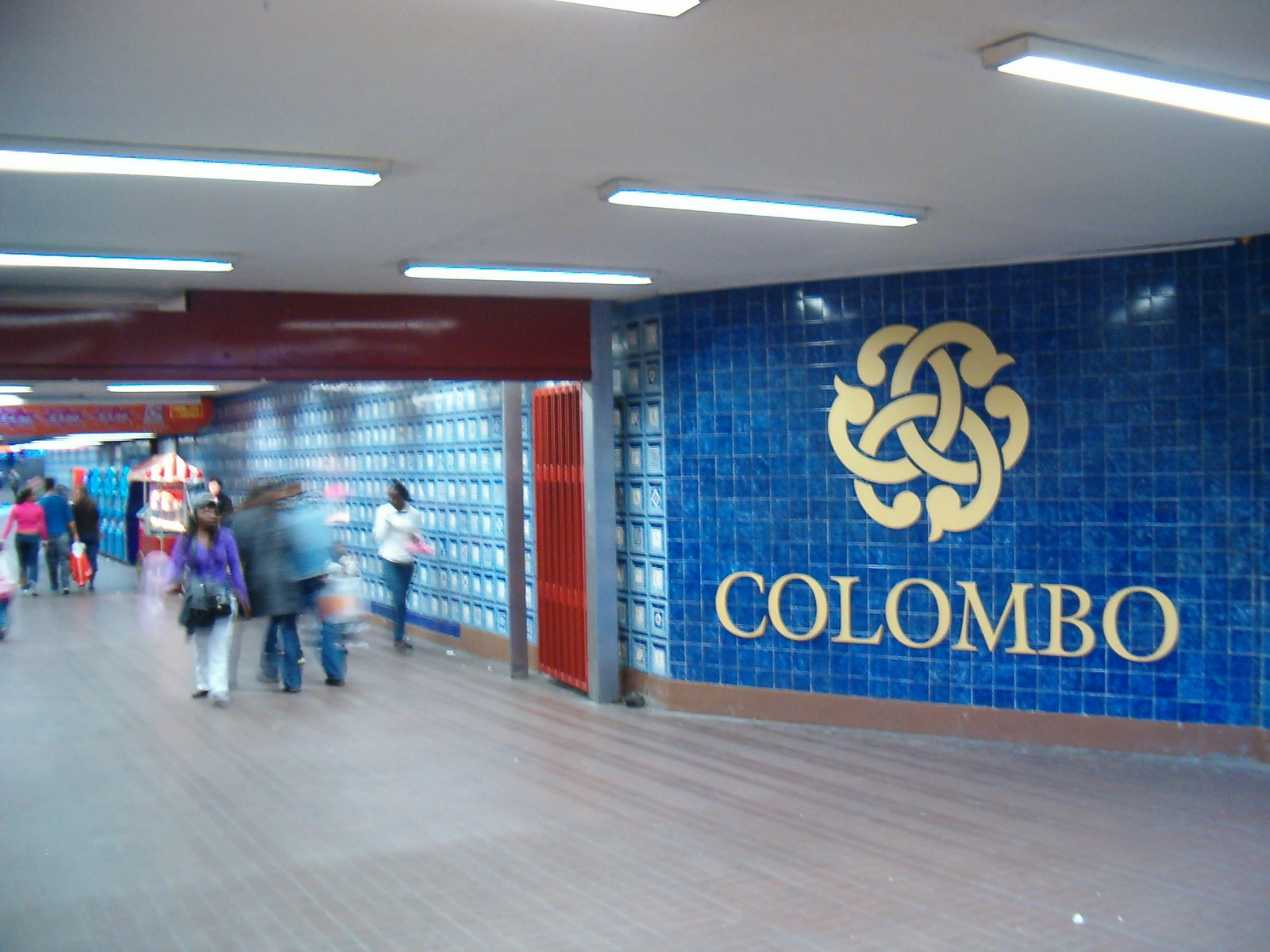
Выход к торговому центру «Colombo»
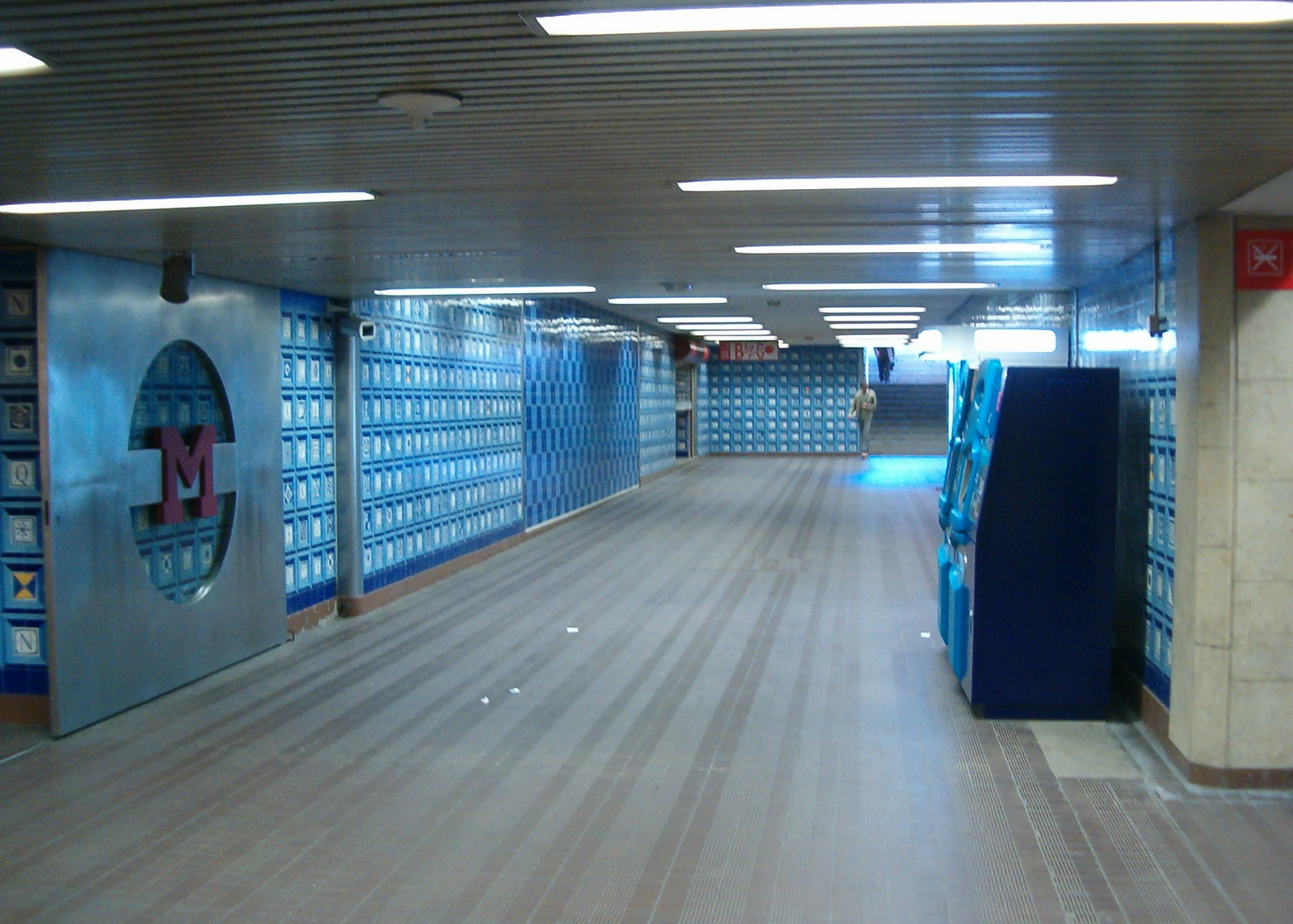
Выход к автобусным остановкам
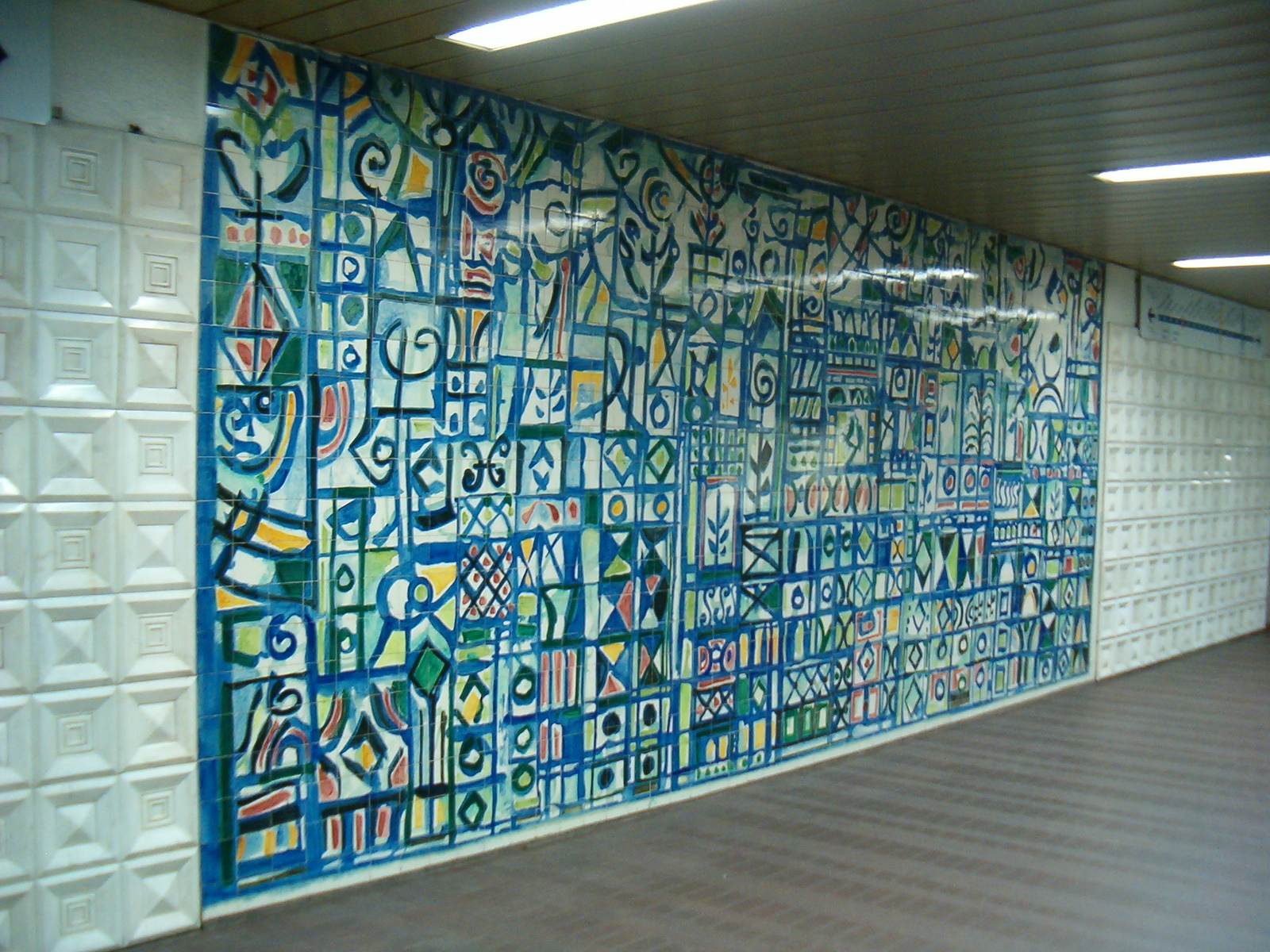
«Голубой пейзаж» художника Мануэла Каргалейру
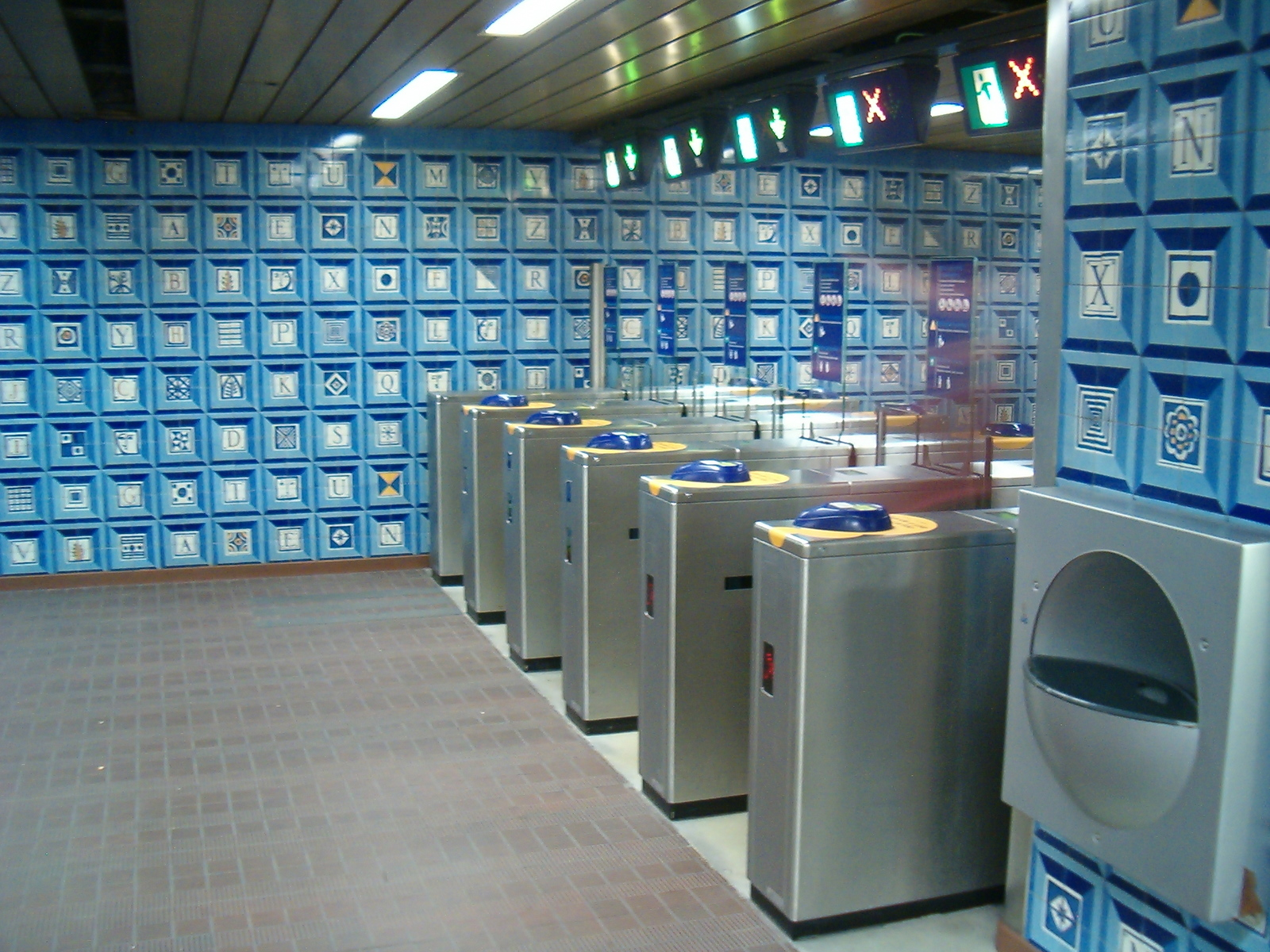
Пропускные турникеты
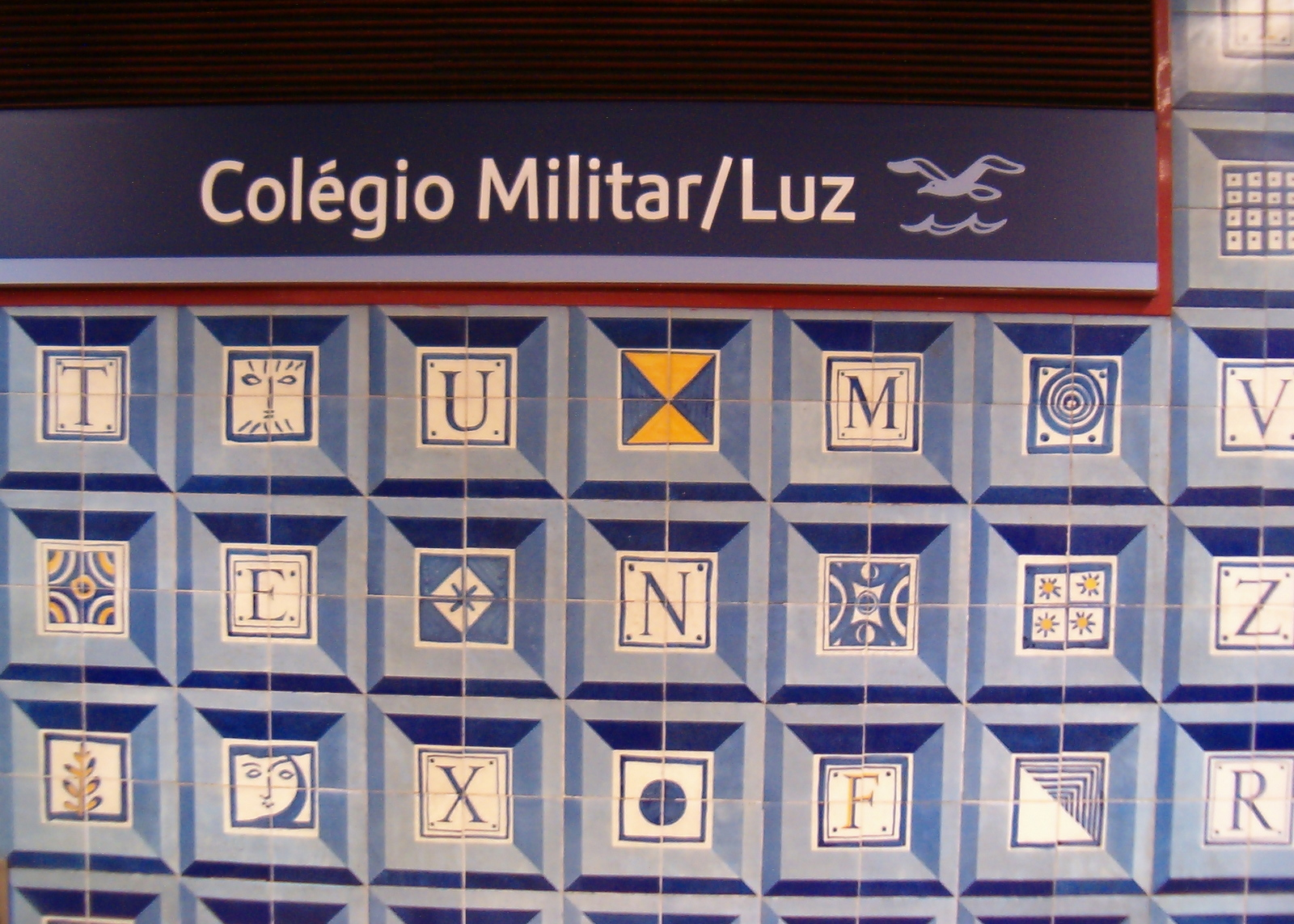
Декорация стен и табличка с названием станции
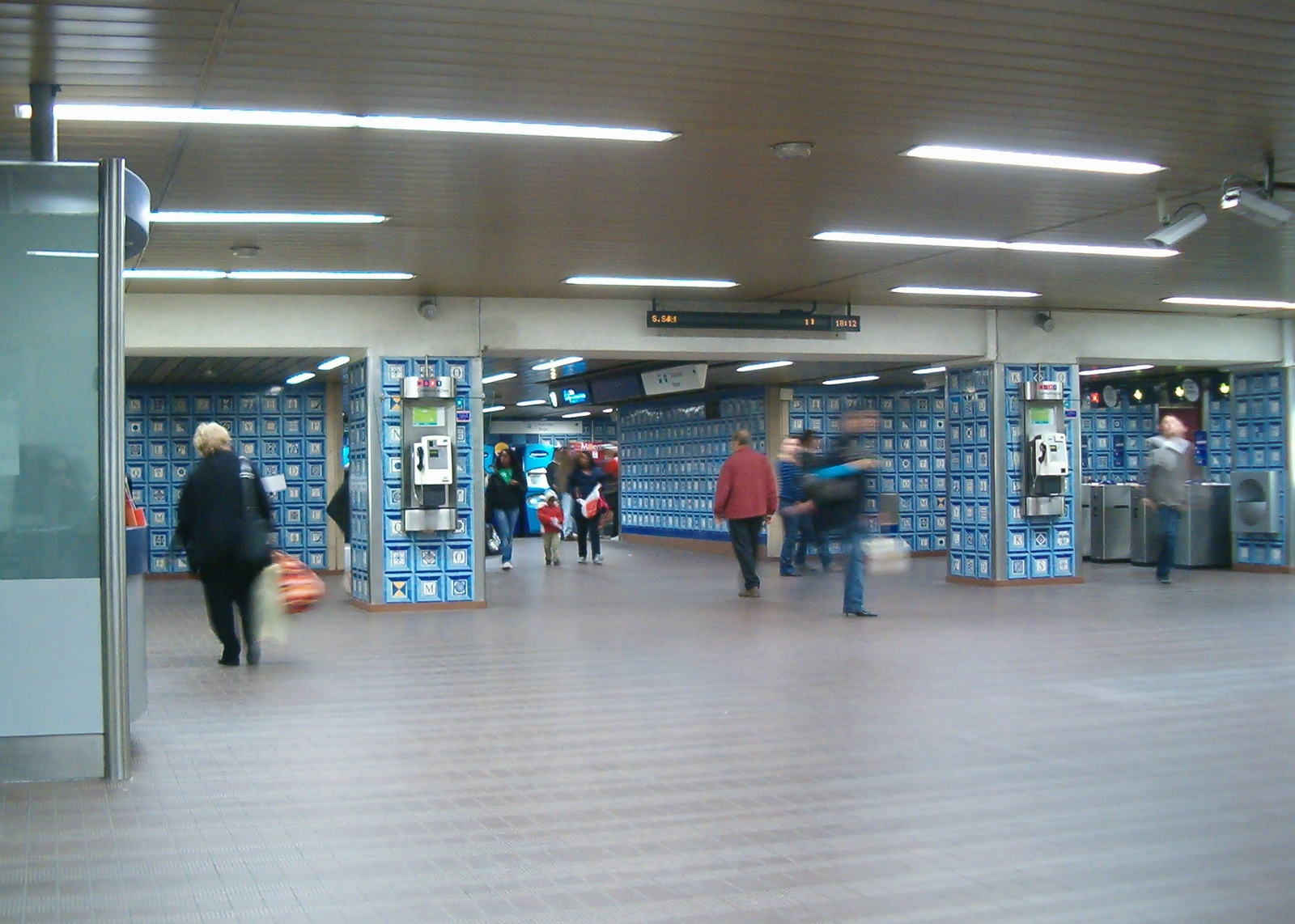
Вестибюль станции